# Bartosz Kurowski
Bartosz Kurowski (ur. w grudniu 1963 w Zabrzu, zm. 19 września 2013 w Tarnowskich Górach) – scenarzysta filmowy, dramaturg, pisarz, publicysta.
Absolwent Dziennikarstwa Uniwersytetu Śląskiego, doktor filozofii. Od kilku lat był członkiem Mistrzowskiej Szkoły Reżyserii Filmowej Andrzeja Wajdy.
24 września został pochowany w Katowicach-Starych Panewnikach.

## Scenariusz
- Barbórka (2005)
- Niania (2005–2007)
- Egzamin z życia (2005–2007)
- Inferno (2001)
- Drzazgi (2009)
- Jeden z pomysłodawców (drugi to Kuba Nieścierow) serialu " Naznaczony" (2009), emitowanego w stacji TVN.